# Gaye Adegbalola
Gaye Adegbalola (Fredericksburg, 1944. március 21. –) amerikai bluesénekesnő, gitáros, tanár, fotográfus.

## Fiatalkora
Adegbalola édesapja, Clarence R. Todd Fredericksburg (Virginia) első fekete iskolai tanácsának tagja volt, amellett dzsesszzenész. Édesanyja, Gladys P. Todd a korai polgárjogi mozgalom szervezője volt Fredericksburgben. Édesapja gyakran hozott haza régi dzsesszlemezeket, hogy odaadja azokat Gaye-nek. A Walker-Grant szegregált középiskolába járt, ezalatt számos ülősztrájkban és sztrájkőrségben vett részt a polgárjogi mozgalom tagjaként.Tinédzserkori első munkája mosodai szőnyegen való munka volt óránként negyvenöt centért. A Bostoni Egyetemre járt, ahol biológia szakon végzett.

## Pályafutása
A főiskola után között szerepelt a TRW Inc. szakírójaként, a Rockefeller Egyetem biokémiai kutatójaként, valamint a  Harlem Hospital Center bakteriológusaként, ahol a szakszervezeti képviselő is volt. 1966 és 1970 között részt vett a New York-i Black Power Movementben, és megszervezte a Committee on Self-Defense-t.
1970-ben visszatért Fredericksburgba, ahol természettudományos, tehetséggondozó és kreatív gondolkodási kurzusokat tartott a helyi iskolákban. Segített apjának a Harambee Theatre irányításában, néha maga is fellépett előadásokban, egészen apja 1977-ben bekövetkezett haláláig.
Ugyanebben az évben gitározni kezdett. 1978-ban szerzett mesterdiplomát oktatási média szakon a Virginia State Universityn. 1982-ben Virginiai Év Tanára díjjal tüntették ki. Az 1980-as évek hátralévő részében tanári workshopokat tartott motivációs és tanítási technikákról.
A Saffire – The Uppity Blues Women együttest először duóként alapította 1984-ben. Ann Rabson, majd Earlene Lewis később csatlakozott hozzájuk. Lewist Andra Faye váltotta (1992). A Saffire együttes 1987-ben vette fel első albumát, a „Middle Age Bluest”, olyan dalokkal, mint a „They Call Me Miss Thang” és a „Middle Age Blues Boogie”.
1990-ben a zenekar az Alligator Recordsnál elnyerte a „Song of the Year” díjat. W.C. Handy Awardot kapott a „Middle Age Blues Boogie” című dal. Adegbalola teljes munkaidős blueselőadó lett. Az 1990-es években Adegbalola workshopokat tartott a blueszene különböző aspektusairól, és blueszenei riporterként dolgozott a National Public Radio (NPR) „World Cafe” műsorában. 1998-ban társalapítója volt a „Blues Music Association” Bizottságnak.
Első szólóalbumát, a „Bitter Sweet Bluest” 1999-ben vették fel. Saját eredeti szerzeményei („You Don't Have to Take It (Like I Did), Big Ovaries, Baby, Nothing's Changed”) mellett az albumon Bessie Smith, Smokey Robinson, Ma Rainey és Nina Simone dalainak feldolgozásai is szerepeltek.
Adegbalolát két "Outmusic-díjra is jelölték 2005-ben. A „Big Ovaries, Baby” című dala a „The War On Democracy!” podcast 23. epizódjában használták fel. „Saffire – A The Uppy Blues Women” 2009-ben békésen feloszlott.
A „The Phoenix” (Boston) ezt írta róla: „Gaye hangja Sarah Vaughan síkosságától ás Nina Simone ropogós hangzásáig terjed.”

## Albumok
- Bitter Sweet Blues (1999)
- Neoclassic Blues (with Roddy Barnes, 2004)
- Blues Gone Back (2006)
- The Junabomber (With Juno Lumumba Kahlil (más néven: DJ Blacula)
- Gaye Without Shame (2008)
- Blues In All Flavors (2012)
- Parents' Choice (Gold Award in Music, 2019)
- The Griot (2019)
- Is It Still Good To Ya? (2019)
- Satisfied (2023)

## Díjak
Virginia Women in History (2018)

## Fordítás
- Ez a szócikk részben vagy egészben  a   Gaye Adegbalola című angol Wikipédia-szócikk ezen változatának fordításán alapul.  Az eredeti cikk szerkesztőit annak laptörténete sorolja fel. Ez a jelzés csupán a megfogalmazás eredetét és a szerzői jogokat jelzi, nem szolgál a cikkben szereplő információk forrásmegjelöléseként.